# Королева (фільм)
«Королева» (англ. The Queen) — британська біографічна драма режисера Стівена Фрірза, що вийшла 2006 року. У головних ролях Гелен Міррен, Майкл Шин, Джеймс Кромвелл. Стрічка розказує про наслідки загибелі принцеси Діани.
Вперше фільм продемонстрували 2 вересня 2006 року у Франції на 63-му Венеційському кінофестивалі. В Україні у кінопрокаті прем'єра фільму відбулась 1 березня 2007 року.

## Сюжет
1997 року британським прем'єр-міністром стає лейборист Тоні Блер. Цим фактом занепокоєна королева Великої Британії Єлизавета II, вона вважає, що він є загрозою для консервативного устрою країни, навіть попри запевнення Блера у тому, що він поважатиме королівську сім'ю. Через три місяці в автокатастрофі у Парижі гине принцеса Діана і в уряді Блера її називають народною принцесою. Між королівською сім'єю й урядом проходять напружені дебати щодо того, яку інформацію про загибель розголошувати, а яку замовчувати.

## Творці фільму

### Знімальна група
Кінорежисер — Стівен Фрірз, сценаристом був Пітер Морґан, кінопродюсерами — Енді Гарріс і Трейсі Сіворд, виконавчі продюсери — Франсуа Івернель, Камерон Мак-Кракен і Скотт Рудін. Композитор: Александр Деспла, кінооператор — Аффонсо Беато, кіномонтаж: Люсія Цеккетті. Підбір акторів — Лео Девіс, художники-постановники — Меттью Бродерік, Френк Шварц, Бен Сміт і Пітер Венгем, художник по костюмах — Консолато Бойл.

### У ролях
| Актор           | Персонаж                                                                | Роль                                                                       |
| --------------- | ----------------------------------------------------------------------- | -------------------------------------------------------------------------- |
| Гелен Міррен    | Єлизавета II англ. Elizabeth II                                         | королева Великої Британії                                                  |
| Майкл Шин       | Тоні Блер англ. Tony Blair                                              | прем'єр-міністр Великої Британії                                           |
| Джеймс Кромвелл | принц Філіп, герцог Единбурзький англ. Prince Philip, Duke of Edinburgh | чоловік королеви Великої Британії Єлизавети II                             |
| Гелен Мак-Крорі | Шері Блер англ. Cherie Blair                                            | адвокатка, дружина Тоні Блера                                              |
| Алекс Дженнінґс | Чарльз, принц Уельський англ. Charles, Prince of Wales                  | син королеви Великої Британії Єлизавети II і принца Філіпа                 |
| Роджер Аллам    | Робін Джанврін англ. Robin Janvrin                                      | особистий секретар королеви Єлизавети II                                   |
| Сільвія Сімс    | Єлизавета Боуз-Лайон англ. Queen Elizabeth The Queen Mother             | королева-консорт Сполученого Королівства у 1936—1952 як Королева Єлизавета |

## Сприйняття

### Критика
Фільм отримав позитивні відгуки: Rotten Tomatoes дав оцінку 97 % на основі 185 відгуків від критиків (середня оцінка 8,4/10) і 76 % від глядачів (174,322 голоси). Загалом на сайті фільми має позитивний рейтинг, фільму зарахований «стиглий помідор» від кінокритиків і «попкорн» від глядачів, Internet Movie Database — 7,4/10 (72 178 голосів), Metacritic — 91/100 (37 відгуків критиків) і 6,5/10 від глядачів (328 голосів). Загалом на цьому ресурсі від критиків і від глядачів фільм отримав позитивні відгуки.

### Касові збори
Під час показу у США протягом першого (вузького, з 30 вересня 2006 року) тижня фільм показали у 3 кінотеатрах і він зібрав 122,014 $, що на той час дозволило йому зайняти 38 місце серед усіх прем'єр. Наступного (широкого, з 17 листопада 2006 року) тижня фільм показали у 606 кінотеатрах і він зібрав 2,201,664 $ (12 місце). Показ фільму протривав 230 днів (32,9 тижня) і завершився 17 травня 2007 року. За цей час фільм зібрав у прокаті у США 56,441,711  доларів США, а у решті світу 66,942,417 $ (за іншими даними 72,444,162 $), тобто загалом 123,384,128 $ (за іншими даними 128,885,873 $) при бюджеті 15 млн $.
Під час показу в Україні, що розпочався 1 березня 2007 року, протягом перших вихідних фільм зібрав $23,423 і посів 9 місце в кінопрокаті того тижня. Загалом фільм в кінопрокаті України пробув 1 тиждень і зібрав $46,244, посівши 141 місце серед найбільш касових фільмів 2007 року.

### Нагороди й номінації[12]
| Рік  | Нагорода                                           | Категорія                                   | Номінант                                                                | Результат |
| ---- | -------------------------------------------------- | ------------------------------------------- | ----------------------------------------------------------------------- | --------- |
| 2007 | 79-та церемонія вручення нагороди «Оскар»          | Найкраща жіноча роль                        | Гелен Міррен                                                            | Перемога  |
| 2007 | 79-та церемонія вручення нагороди «Оскар»          | Найкращий фільм                             | Енді Гарріс, Крістін Ланган та Трейсі Сіворд                            | Номінація |
| 2007 | 79-та церемонія вручення нагороди «Оскар»          | Найкращий режисер                           | Стівен Фрірз                                                            | Номінація |
| 2007 | 79-та церемонія вручення нагороди «Оскар»          | Найкращий оригінальний сценарій             | Пітер Морґан                                                            | Номінація |
| 2007 | 79-та церемонія вручення нагороди «Оскар»          | Найкращий дизайн костюмів                   | Консолато Бойл                                                          | Номінація |
| 2007 | 79-та церемонія вручення нагороди «Оскар»          | Найкраща музика                             | Олександр Депла                                                         | Номінація |
| 2007 | 64-та церемонія вручення нагороди «Золотий глобус» | Найкраща акторка — драма                    | Гелен Міррен                                                            | Перемога  |
| 2007 | 64-та церемонія вручення нагороди «Золотий глобус» | Найкращий сценарій                          | Пітер Морґан                                                            | Перемога  |
| 2007 | 64-та церемонія вручення нагороди «Золотий глобус» | Найкращий фільм — драма                     | стрічка                                                                 | Номінація |
| 2007 | 64-та церемонія вручення нагороди «Золотий глобус» | Найкращий режисер                           | Стівен Фрірз                                                            | Номінація |
| 2007 | 60-та Премія БАФТА у кіно                          | Найкращий фільм                             | Трейсі Сіворд, Крістіна Ланган, Енді Гарріс                             | Перемога  |
| 2007 | 60-та Премія БАФТА у кіно                          | Найкраща акторка                            | Гелен Міррен                                                            | Перемога  |
| 2007 | 60-та Премія БАФТА у кіно                          | Найкраща британський фільм                  | Трейсі Сіворд, Крістіна Ланган, Енді Гарріс, Стівен Фрірз, Пітер Морґан | Номінація |
| 2007 | 60-та Премія БАФТА у кіно                          | Найкраща музика до фільму                   | Олександр Деспла                                                        | Номінація |
| 2007 | 60-та Премія БАФТА у кіно                          | Найкращий оригінальний сценарій             | Пітер Морґан                                                            | Номінація |
| 2007 | 60-та Премія БАФТА у кіно                          | Найкраща чоловіча роль другого плану (кіно) | Майкл Шин                                                               | Номінація |
| 2007 | 60-та Премія БАФТА у кіно                          | Найкращий монтаж                            | Люсія Цеккетті                                                          | Номінація |
| 2007 | 60-та Премія БАФТА у кіно                          | Найкращий дизайн костюмів                   | Консолато Бойл                                                          | Номінація |
| 2007 | 60-та Премія БАФТА у кіно                          | Найкращий грим                              | Даніель Філліпс                                                         | Номінація |
| 2007 | 60-та Премія БАФТА у кіно                          | Найкраща режисерська робота                 | Стівен Фрірз                                                            | Номінація |

### Виноски
1. 1 2 3  The Queen: Release Info. imdb.com. Архів оригіналу за 12 грудня 2016. Процитовано 5 грудня 2017. (англ.)
2. 1 2  Королева. Kino-teatr.ua. Архів оригіналу за 6 жовтня 2014. Процитовано 30 вересня 2014.
3. 1 2 3 4 5 6  The Queen (англ.). The Numbers. Архів оригіналу за 6 жовтня 2014. Процитовано 30 вересня 2014.
4. 1 2 3 4  The Queen (англ.). Box Office Mojo. Архів оригіналу за 24 січня 2010. Процитовано 30 вересня 2014.
5. 1 2  The Queen (англ.). Internet Movie Database. Архів оригіналу за 7 червня 2007. Процитовано 30 вересня 2014.
6. ↑  The Queen (англ.). Allmovie. Архів оригіналу за 14 травня 2019. Процитовано 30 вересня 2014.
7. ↑  The Queen: Full Cast & Crew (англ.). Internet Movie Database. Архів оригіналу за 7 квітня 2015. Процитовано 30 вересня 2014.
8. ↑  The Queen (англ.). Rotten Tomatoes. Архів оригіналу за 11 січня 2018. Процитовано 30 вересня 2014.
9. ↑  The Queen (англ.). Metacritic. Архів оригіналу за 18 серпня 2010. Процитовано 30 вересня 2014.
10. ↑  The Queen: Foreign Grosses. boxofficemojo.com. Архів оригіналу за 6 грудня 2017. Процитовано 5 грудня 2017. (англ.)
11. ↑  2007 Ukraine Yearly Box Office. boxofficemojo.com. Архів оригіналу за 11 листопада 2017. Процитовано 5 грудня 2017. (англ.)
12. ↑  The Queen: Awards (англ.). Internet Movie Database. Архів оригіналу за 10 квітня 2015. Процитовано 30 вересня 2014.